# Lynn Cain
Lynn Dwight Cain (* 16. Oktober 1955 in Los Angeles, Kalifornien) ist ein ehemaliger US-amerikanischer American-Football-Spieler auf der Position des Runningbacks. Er spielte insgesamt sieben Saisons in der National Football League (NFL).

## Frühe Jahre
Cain besuchte die Highschool in Boyle Heights, Los Angeles. Später ging er auf die University of Southern California, wo er mit dem Collegefootballteam 1987 National Champion wurde.

## NFL

### Atlanta Falcons
Cain wurde im NFL-Draft 1979 in der vierten Runde an 100. Stelle ausgewählt. erst in seinem zweiten NFL-Jahr war er auf seiner Position dauerhaft gesetzt und konnte so in der Saison 1980 über 900 Yards und acht Touchdowns erzielen. In der gleichen Saison erreichte er mit den Falcons die Playoffs.

### Los Angeles Rams
Zur Saison 1985 unterschrieb er einen Vertrag bei den Los Angeles Rams. Hier blieb er ein Jahr, in dem er jedoch nur noch sporadisch zum Einsatz kam. Er beendete daraufhin seine Karriere.

## Footballtrainer
Von 2007 bis 2011 war Cain Head Coach vom Collegefootballteam des East Los Angeles College.

## Persönliches
Cain ist der Onkel vom Sänger der Musikgruppe Black Eyed Peas will.i.am. Außerdem sprach er in der US-amerikanischen True-Crime-Serie Unsolved Mysteries über seinen seit 1988 vermissten Vater Rogest Cain.
Lynn Cain ist verheiratet und hat drei Kinder.